# Hendrik Jan Heeren
Hendrik Jan (Henk) Heeren (Amsterdam, 15 september 1922 – 17 februari 2017) was een Nederlands socioloog en van 1980 tot 1987 hoogleraar aan de Universiteit van Utrecht.

## Biografie
Heeren startte zijn opleiding in 1940 aan de Universiteit van Amsterdam en studeerde af in 1946. Na zijn studie werd Heeren onderzoeker bij het Instituut voor Sociaal Onderzoek van het Nederlandse Volk (ISONeVo).
Twee jaar later, in 1948, trok Heeren naar Indonesië waar hij leraar aardrijkskunde werd. Tussen 1952 en 1958 werkte hij in opdracht van de Universiteit van Jakarta, als hoofdassistent en daarna als lector in de sociologie. Hij deed tevens onderzoek naar de urbanisatie van Jakarta en naar de interne migratie van Java naar Sumatra.
In 1958 keerde hij terug naar Nederland en ging hij werken bij het Provinciaal Opbouworgaan Noordholland te Haarlem. 
Hij promoveerde in 1967 aan de Universiteit van Utrecht met het proefschrift Transmigratie in Indonesië. In 1973 werd hij benoemd tot lector in de sociologie. In 1980 werd dit omgezet in een hoogleraarschap. In 1987 ging Heeren met emeritaat.

## Belangrijkste publicaties
- 1967 Transmigratie in Indonesië: Interne migratie en de verhouding immigranten/autochtonen, speciaal met betrekking tot Zuid en Midden-Sumatra (Meppel: J.A. Boom en zoon)
- 1968 Gezinnen in groei: Een onderzoek naar de gezinsplanning van vrouwen van het huwelijkskohort 1961 te Utrecht (met co-auteur H.G. Moors)
- 1973 Huwelijksleeftijd in Nederland: Demografische en sociologische beschouwingen over de dalende huwelijksleeftijd in Nederland (Meppel: Boom)
- 1973 Het einde van een tijdperk: Beschouwingen over het verloop van de demografische transitie in Nederland (Meppel: Boom)
- 1974 Van Nu tot Nul: Bevolkingsgroei en bevolkingspolitiek in Nederland (met co-redacteur Ph. van Praag)
- 1985 Bevolkingsgroei en bevolkingsbeleid in Nederland, Reeks Planning en Beleid (Uitgeverij Kobra)
- 1987 Bevolkingsgroei en overheidsbeleid
- 1993 Van Sociografie tot Sociologie: De Amsterdamse sociografische school en haar betekenis voor de Nederlandse sociologie, gepubliceerd in Utrecht: aan de faculteit Sociale Wetenschappen